# Acetivibrio ethanolgignens
Acetivibrio ethanolgignens è una specie di batterio appartenente alla famiglia delle Clostridiaceae.